# Pietro Bardellino
Pietro Bardellino (né à Naples le 17 février 1728, ou 1731, et mort dans la même ville en 1806) est un peintre italien.

## Biographie
Pietro Bardellino est né à Naples, et a d'abord été formé par Francesco de Mura. En 1773, il devint directeur de l' Académia Napoletana del Disegno , qui devint plus tard l'Accademia di belle arti di Napoli de Naples. Bardellino rejoint le mouvement Rococo, influencé par Corrado Giaquinto. Il a surtout peint des thèmes religieux et mythologiques dans des peintures à l'huile et des fresques. Il a décoré à fresque le plafond de l'église San Giuseppe Maggiore de Naples (détruite).ainsi que le plafond de la pharmacie des Incurables.
Pietro Bardellino est mort à Naples en 1819.